# فرخنده ابروآبی
فرخنده ابروآبی (نام علمی: Tangara cyanotis) یک گونه از پرندگان خانواده فرخندگان است که در بولیوی، کلمبیا، اکوادور و پرو یافت می‌شود. زیستگاه طبیعی آن جنگل‌های کوهستانی نمناک نیمه‌گرمسیری یا گرمسیری است.
دو زیرگونه شناخته شده از فرخنده ابروآبی وجود دارد. آنها با تفاوت در پر و بال متمایز می‌شوند.
- T. c. lutleyi Hellmayr, 1917: از جنوب کلمبیا تا اکوادور و پرو یافت شد. از نظر داشتن پشت و گوش سیاه با زیرگونه نمادین متفاوت است.[۳]
- T. c. cyanotis (Sclater, PL, 1858): زیرگونه نمادین که در بولیوی و جنوب شرقی پرو یافت می‌شود.[۳]

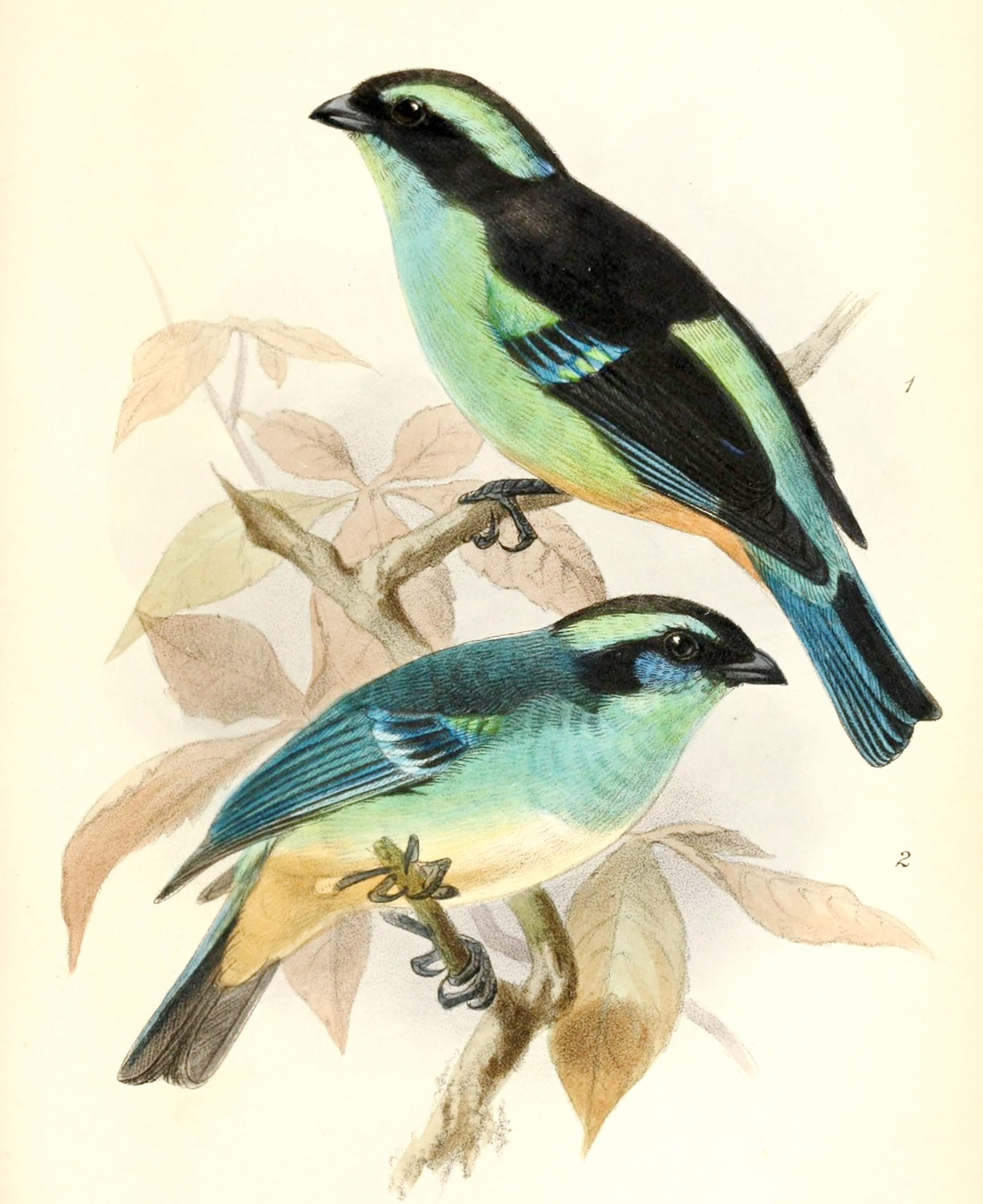
Tangara cyanotis melanotis و Tangara cyanotis cyanotis